# Созінов Олексій Олексійович
Олексі́й Олексі́йович Со́зінов (26 квітня 1930, с. Єржово Рибницького району УРСР, нині в Республіці Молдова — 4 серпня 2018, м. Київ) — український селекціонер та дослідник, професор — 1977. Нагороджений орденами Леніна, Жовтневої Революції, Трудового Червоного Прапора, «За заслуги», Почесними відзнаками Верховної Ради і Кабінету Міністрів України, НАН України, УААН, медалями, Почесними грамотами, дипломами ВДНГ СРСР і України, 1990 — заслужений діяч науки і техніки України, лауреат: Державної премії Російської Федерації — в галузі науки і техніки, Державної премії України в галузі науки і техніки. Депутат Верховної Ради СРСР в 1988—1991 роках. Іноземний член Російської академії наук. Почесний професор Болгарської академії наук, Людина року-1997, Людина ІІІ тисячоліття (США).

## Життєпис
Життя всесвітньо відомого вченого, автора фундаментальних досліджень з генетики і селекції культурних рослин, фахівця з питань якості зерна Олексія Олексійовича Созінова від самого народження пов'язано з селом і агрономією, любов до яких прищепили йому батьки.
Війна перервала щасливе родинне дитинство хлопця, стала першим жорстоким випробуванням і гартуванням характеру. Загибель рідних, концтабір, картини кривавих розправ окупантів над мирним населенням зробили Олексія Олексійовича мужнім і передчасно дорослим, як і багатьох дітей війни. Вже в 1944 році майбутній вчений почав працювати механізатором у елітгоспі «Дачне» Одеської області і навчався у вечірній школі. А вже восени 1949 оку, подолавши за допомогою професора Вербіна тяжкі життєві обставини, Олексій вступив до Одеського сільськогосподарського інституту, який блискуче закінчив і пішов працювати на Вознесенську рисову сортодільницю Миколаївської області.

## Кар'єра
1954 року закінчив агрономічний факультет Одеського сільськогосподарського інституту по профілю селекції та насінництва.
Бажання займатись творчою, дослідницькою роботою привело Созінова у 1955 р. до аспірантури Всесоюзного селекційно-генетичного інституту. Його науковим керівником став видатний селекціонер, академік Гаркавий, який помітив молодого здібного аспіранта ще під час навчання в інституті. Завдяки йому Созінов зрозумів, що генетика і селекція рослин є саме його напрямом у науці. З 1955 року працює в Всесоюзному селекційно-генетичному інституті Одеси, у 1971—1978 роках — його директор.
Кандидатську дисертацію — «Пивоварський ячмінь півдня України» — захистив 1959. Як пише про вченого у своїй книжці Ігор Шаров, після закінчення аспірантури Олексій Олексійович пройшов коротке стажування у Світовому Центрі селекції рослин м. Сфалефі (Швеція) і почав займатися селекцією рослин під керівництвом академіка Кириченка. Після захисту кандидатської дисертації Созінов очолив лабораторію якості зерна Селекційно-генетичного інституту, яку поступово перетворив у науково-методичний центр з вивчення цієї проблеми.
У 1970 році Созінов блискуче захистив докторську дисертацію на тему «Якість зерна пшениці півдня України та шляхи його покращення»  в Інституті рослинництва, селекції і генетики ім. В. Я. Юр'єва і отримав призначення на посаду директора Всесоюзного селекційно-генетичного інституту. Завдяки органічному поєднанню адміністративної і наукової роботи О. Созінов створив в інституті творчу, пошукову атмосферу. Започатковуються і розвиваються нові напрями досліджень: клітинна біологія, цитогенетика, генетика якості зерна і генетичні основи селекції, імуногенетика, насіннєзнавство, ембріогенетика, молекулярна біологія, кібернетика. Відбувається ефективний обмін методами, ідеями, селекційним матеріалом, створюється міжнародний обмінний генофонд, який щорічно відвідували селекціонери з різних країн.
В 1978—1982 роках — перший віце-президент ВАСГНІЛ; з 1981 по 1987 рік — директор Інституту загальної генетики ім. М. І. Вавилова АН СРСР в Москві. В 1987—1990 роках — голова Президії Південного відділення ВАСГНІЛ в Києві, заступник голови Держагропрому УРСР.
Був ініціатором створення та керівником Міжнародного центру з генетики і селекції рослин країн РЕВ. Протягом 1980—2001 років — редактор, надалі — заступник головного редактора журналу «Цитологія і генетика».
В 1990—1996 роках — перший президент Української академії аграрних наук, у 1990—2001 роках — член Президії УААН.
Фундатор і директор Інституту агроекології та біотехнології УААН; засновник та завідувач кафедри агроекології та біотехнології Національного аграрного університету в Києві.
3 2000 року завідує відділенням Інституту агроекології та біотехнології УААН, з 2002 року — завідувач лабораторії молекулярної генетики рослин Інституту харчової біотехнології і геноміки НАНУ.
Працював над проблемами геноміки та агросфери XXI століття, збереження біорізноманітності і довкілля, обґрунтування необхідності дослідження агросфери України як єдиної системи.

## Науковий доробок
Автор та співавтор 18 сортів сільськогосподарських культур, отримав 19 авторських свідоцтв та патентів.
Опубліковано понад 600 його наукових праць, з них 8 монографій. 1989 року його монографія «Поліморфізм білків та його значення в генетиці і селекції» (1985) удостоєна Премії ім. В. Я. Юр'єва ААН України.

## Науково-педагогічна діяльність
Підготував 45 кандидатів і 9 докторів наук.
Разом з науковцями працював над проблемами геноміки,
- опрацював генетичну класифікацію проламінів,
- спосіб ідентифікації генотипів сортів та форм культурних рослин за локусами запасних білків.

## Смерть
Помер 4 серпня 2018 року у місті Києві.